# Almaški kraj
Almaški kraj (en serbe cyrillique : Алмашки крај) désigne une partie de la ville de Novi Sad, la capitale de la province autonome de Voïvodine, en Serbie.

## Localisation

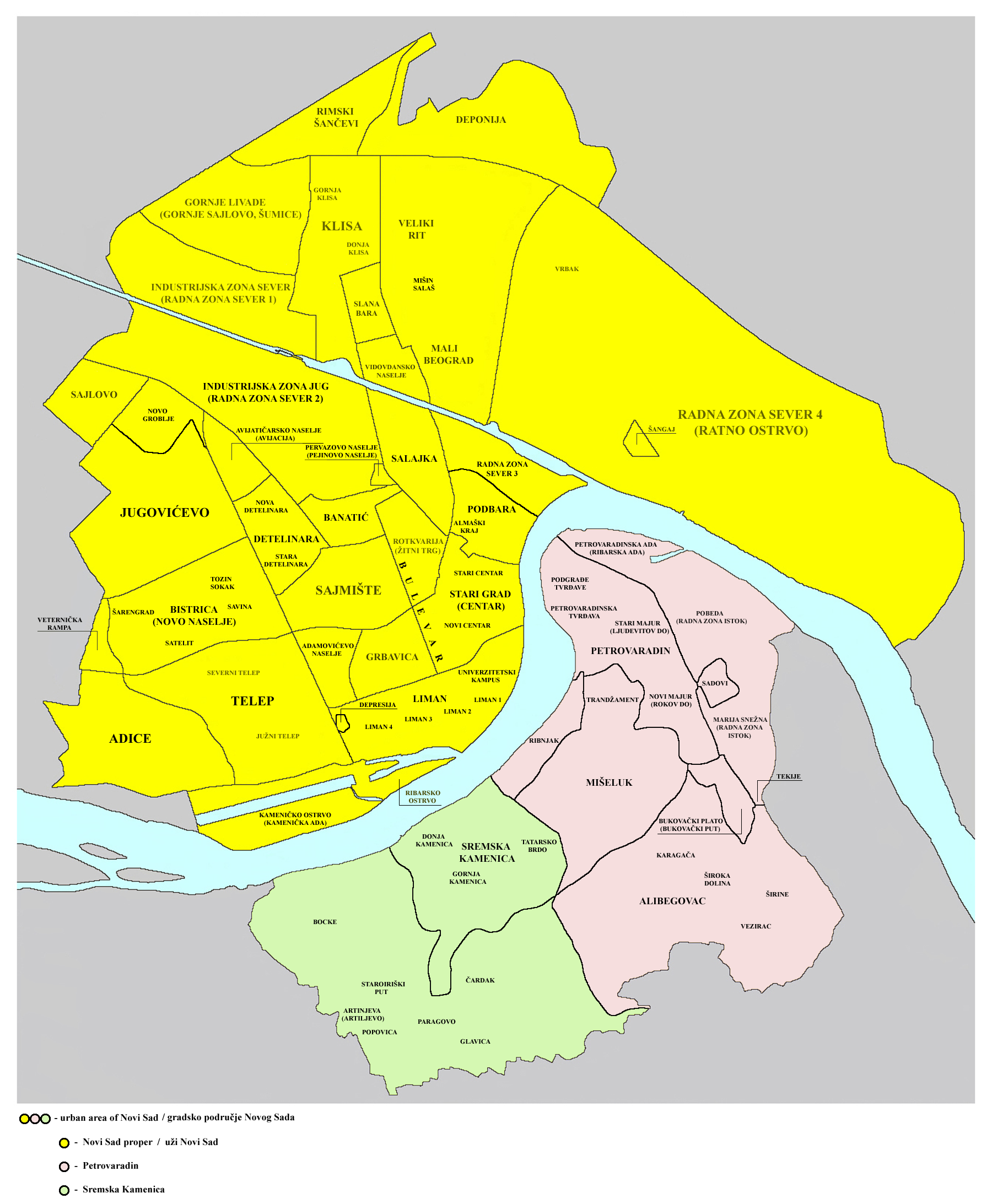
Zone urbaine de Novi Sad

Le nom d'Almaški kraj, le « quartier d'Almaš », désigne la partie de Novi Sad située entre l'église d'Almaš et la cathédrale Saint-Georges, incluant ainsi des secteurs des quartiers de Podbara, Salajka et Stari grad.

## Histoire et culture

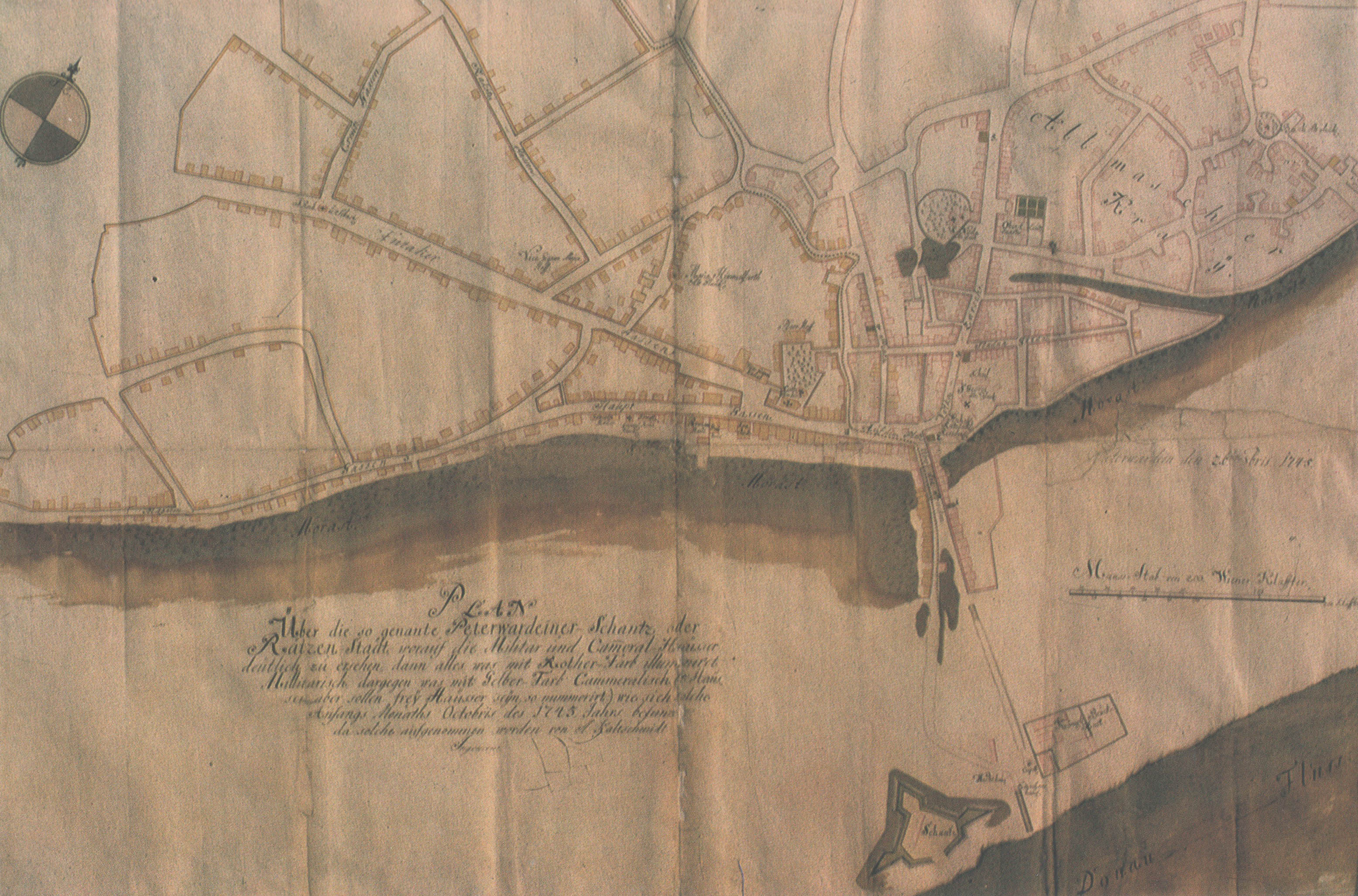
Almaški kraj sur une carte autrichienne datée de 1745

Le quartier formait autrefois un village, établi en 1718 par des Serbes venus du village voisin d'Almaš.
L'église orthodoxe d'Almaš a été construite en 1797 ; elle est aujourd'hui inscrite sur la liste des monuments culturels d'importance exceptionnelle de la république de Serbie. La Matica srpska, la plus ancienne institution scientifique et culturelle de Serbie, est située à Almaški kraj.

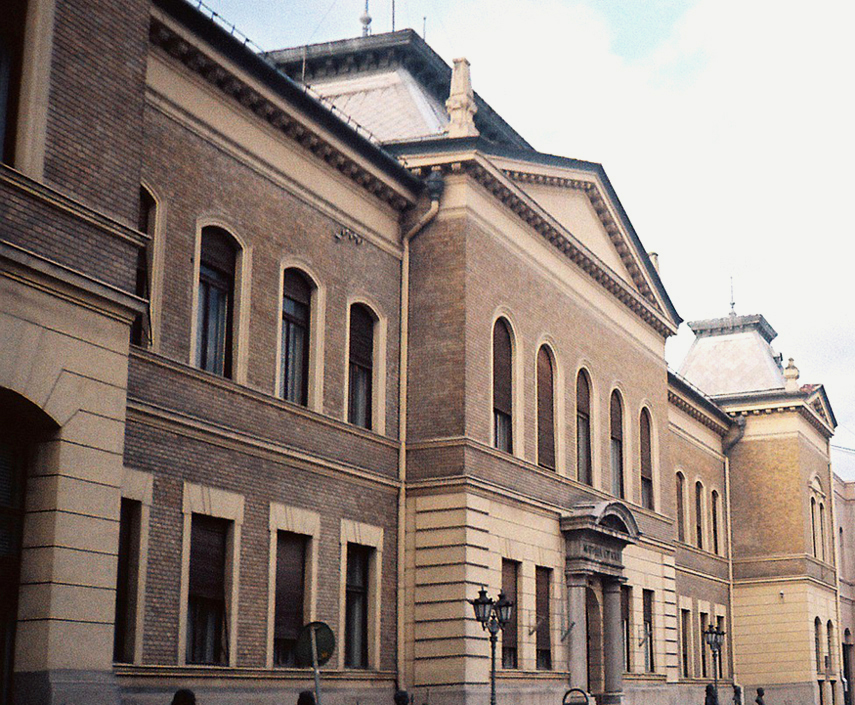
La Matica srpska